# Vajsjön (naturreservat)
Vajsjön är ett naturreservat i Norsjö kommun i Västerbottens län.
Området är naturskyddat sedan 1971 och är 270 hektar stort. Reservatet omfattar fågelsjön Vajsjön och kringliggande våtmarker.